# Titularbistum Vageata
Vageata ist ein Titularbistum der römisch-katholischen Kirche. 
Das Bistum Vageata war in Numidien angesiedelt, einer historischen Landschaft in Nordafrika, die weite Teile der heutigen Staaten Tunesien und Algerien umfasst.
| Titularbischöfe von Vageata |                      |                                                              |                   |                  |
| Nr.                         | Name                 | Amt                                                          | von               | bis              |
| 1                           | Richard Oliver Gerow | emeritierter Bischof von Natchez-Jackson (Mississippi) (USA) | 2. Dezember 1967  | 5. Januar 1971   |
| 2                           | Franz Schwarzenböck  | Weihbischof in München und Freising (Deutschland)            | 3. Januar 1972    | 10. Oktober 2010 |
| 3                           | Wiesław Szlachetka   | Weihbischof in Danzig (Polen)                                | 21. Dezember 2013 |                  |